# چارلز برانسون (زندانی)
مایکل گوردن پترسن (ملقب به چارلز برانسون) در سال ۱۹۵۲ در کشور ولز متولد شد. پترسن در جوانی آغاز به بوکس خیابانی در شرق لندن کرد. مربی او از نام پترسن راضی نبود و بنابراین برای او لقب چارلز برانسون را پیشنهاد داد.
در سال ۱۹۷۴ برانسن به جرم دزدی دستگیر شد و طی حکمی به ۷ سال زندان محکوم شد. در مدت زمانی که در زندان بود وی شروع به زد و خورد با نگهبانان زندان و همچنین دیگر زندانی‌ها کرد؛ و این زد و خوردها چندین سال به دوران محکومیت وی افزود.
در آن سال‌ها برانسون به عنوان یک زندانی خطرناک و مشکل ساز مطرح می‌شد و به همین دلیل بیش از ۱۲۰ بار به زندان‌های مختلف در کشور انگلستان منتقل می‌شد و در ضمن بیشتر سال‌های محکومیت خود را در انفرادی می‌گذراند.
۷ سال محکومیت وی به دلیل مشکلاتی که در زندان به وجود آورده بود به ۱۴ سال افزایش داده شد و به همین علت همسر وی، ایرنه، که مادر تنها فرزند چارلی نیز بود وی را ترک کرد.
برانسن در سال ۱۹۸۸ از زندان آزاد شد ولی این آزادی به طول نینجامید و تنها پس از ۶۹ روز دوباره دستگیر و به زندان منتقل شد. در سال ۲۰۰۱ او با فاطمه رحمان بنگلادشی ازدواج کرد و به اسلام گروید و نامش را به چارلز علی احمد تغییر داد؛ ولی این ازدواج نیز پس از ۴ سال به جدایی انجامید و چارلی دوباره از اسلام روی برگرداند.
برانسون یکی از پر سابقه‌ترین تبهکاران بریتانیایی هست و کودکی سخت و خشونت آمیزی داشته و از همان دوران رفتار های پرخاشگرانه ای از خود نشان می‌داد، که در این سال‌ها موضوع کتاب‌ها، مصاحبه‌ها، مطالعات در زمینه اصلاحات و درمان زندانی‌ها بوده‌است. در ضمن خود برانسون هم کتاب‌های زیادی دربارهٔ تجربیات و زندانی‌های معروفی که ملاقات کرده نوشته است.

## فیلم ساخته شده بر اساس چارلی برانسون
فیلم BRONSON ساخت سال ۲۰۰۸ با بازی (تام هاردی) در مورد مایکل گوردن پترسن (ملقب به چارلی برانسون) است، در این فیلم درام بر اساس یک داستان واقعی، هیچ‌یک سخت‌تر یا بی رحم تر در سیستم کیفری انگلیس از زندانی مایکل پترسون، با نام مستعار چارلز برانسون (تام هاردی) وجود دارد. اول پس از سرقت از یک اداره پست تا هفت سال محکوم می‌شود، اما او اصلاح ناپذیر، رفتار وحشیانه به سرعت با نگهبانان مشکل پیدامی‌کند و همچنین با زندانیان دیگر و حتی یک سگ